# Maschera chirurgica

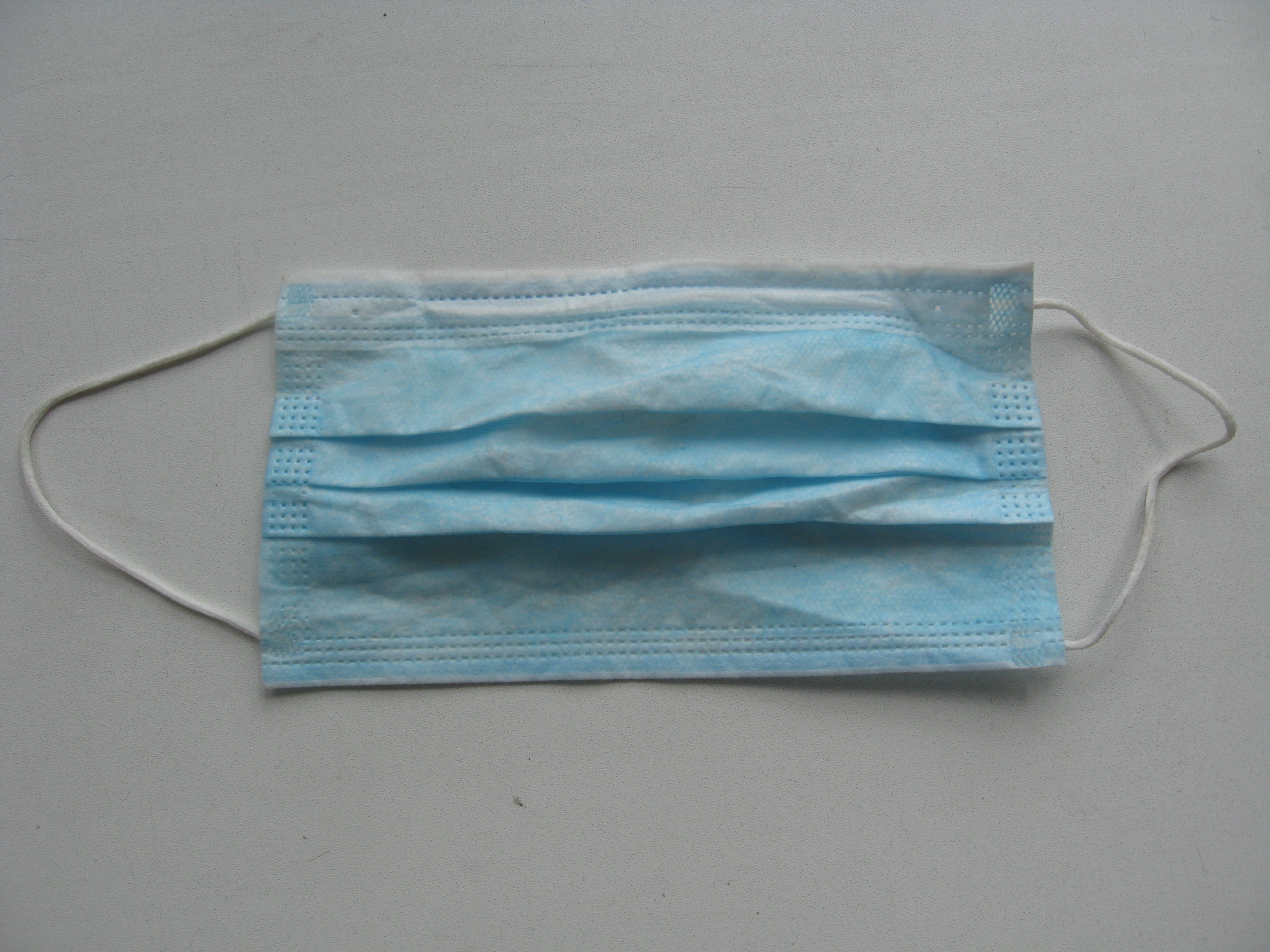
Una mascherina chirurgica

Una mascherina (o maschera) chirurgica, nota anche come mascherina medica, o mascherina facciale per uso medico, o mascherina igienica (soprattutto tra gli italiani svizzeri), è un dispositivo destinato a essere indossato dagli operatori sanitari durante un intervento chirurgico o altre attività in ambito sanitario al fine di evitare la dispersione di agenti patogeni (quali ad esempio batteri o virus) dispersi in goccioline respiratorie e aerosol che possono fuoriuscire dalla bocca e dal naso di chi la indossa.
Le mascherine chirurgiche e le mascherine di comunità sono comunemente indossate, tutto l'anno, dalla popolazione nei paesi dell'Asia orientale come Cina, Giappone e Corea del Sud, per ridurre la possibilità di diffondere altre malattie a diffusione aerea e per impedire l'inspirazione di particelle di polvere create dall'inquinamento atmosferico, sebbene le maschere progettate appositamente per quest'ultimo scopo siano più propriamente le maschere antipolvere. Sono poi diventate una questione di moda, in particolare nella cultura contemporanea dell'Asia orientale, rafforzata dalla sua popolarità nella cultura pop giapponese e coreana che ha un grande impatto sulla cultura giovanile dell'Asia orientale. 

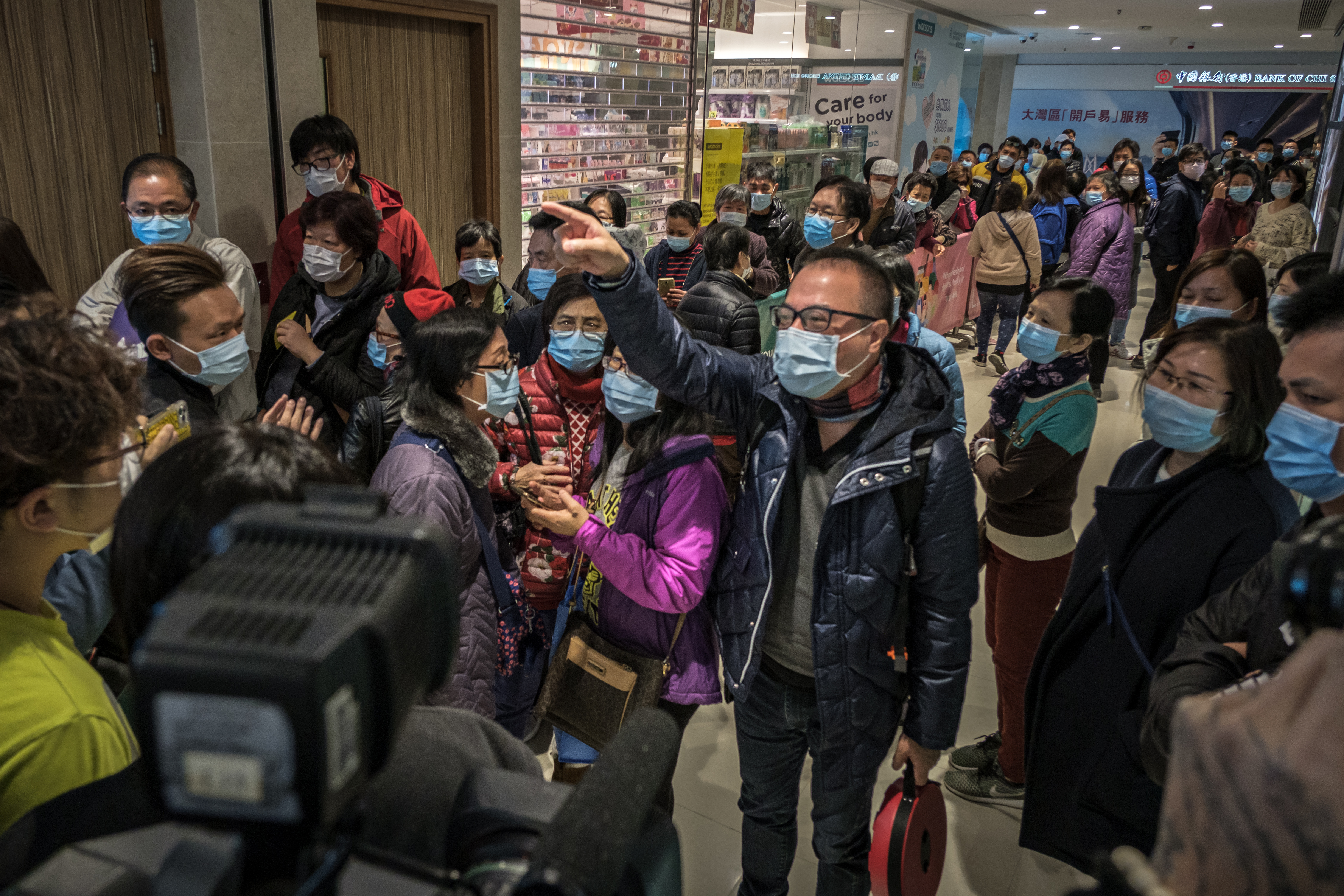
Persone che indossano maschere chirurgiche a Hong Kong durante l'emergenza coronavirus 2019-2020

## Struttura
Le moderne maschere chirurgiche sono realizzate in carta o altro materiale non tessuto e devono essere eliminate dopo ogni utilizzo.
Il design dipende dalla modalità di utilizzo; di solito sono a tre strati. La maschera a tre strati è costituita da un materiale soffiato a fusione posizionato tra un tessuto non tessuto. Tale materiale funge da filtro che impedisce ai microbi di entrare o uscire dalla maschera. La maggior parte presenta delle pieghe: tre pieghe sono utilizzate per consentire all'utente di espandere la maschera in modo che copra l'area dal naso al mento.
Esistono tre modi diversi per reggere le maschere: il più comune è il passante per le orecchie, in cui una cordicella è attaccata alla maschera e viene posizionata dietro le orecchie. L'altro è il tie-on, che consiste in quattro cinturini non tessuti che devono essere legati dietro la testa. Il terzo è con una cinghia elastica che è fissata dietro la testa.

### Normativa

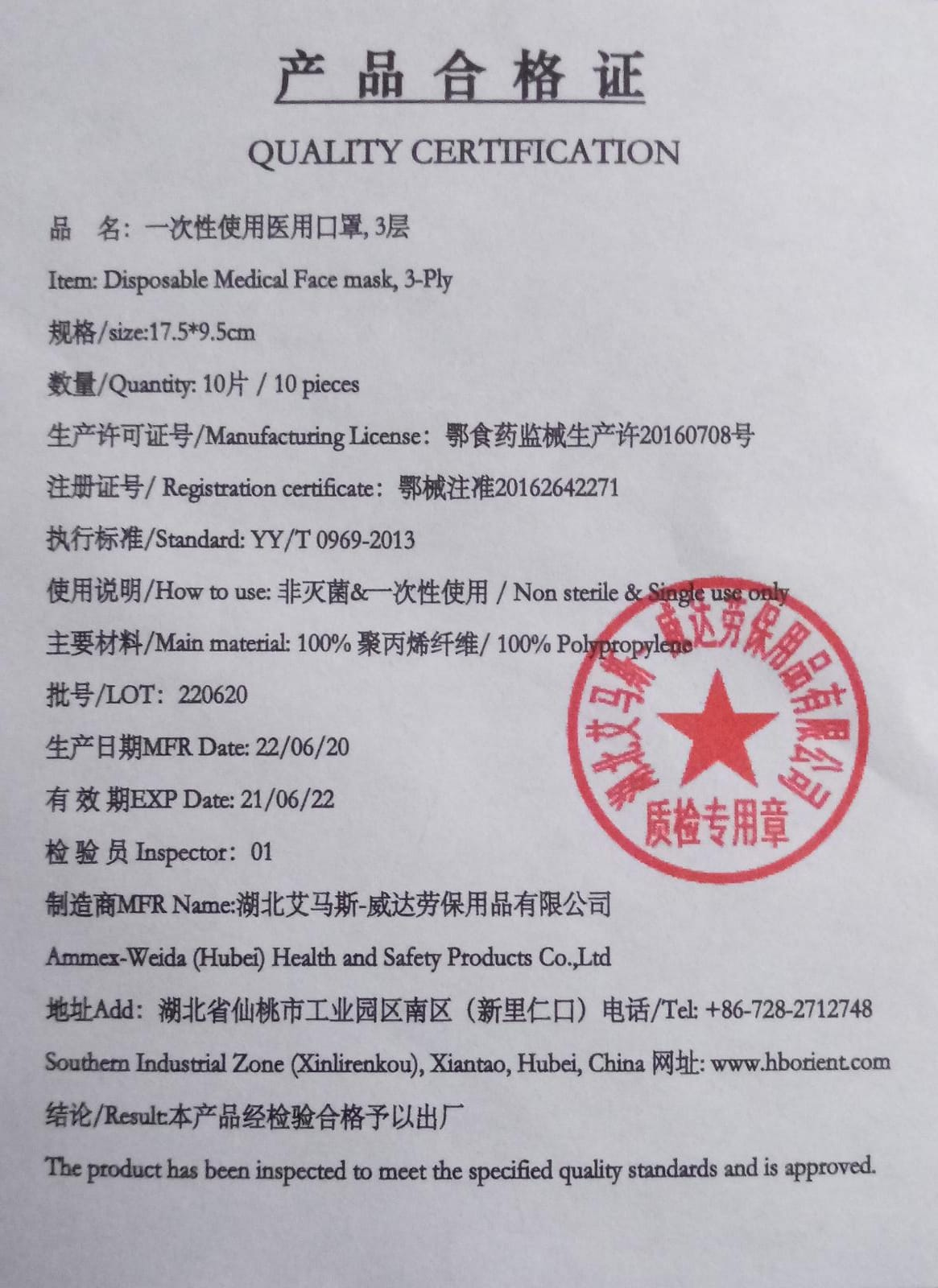
Certificazione di qualità delle mascherine prodotte in Cina

Negli Stati Uniti, le maschere chirurgiche vengono autorizzate per la commercializzazione dalla Food and Drug Administration. A partire dal 2009, i produttori di maschere chirurgiche devono dimostrare che il loro prodotto è almeno efficace quanto altre maschere già presenti sul mercato per ottenere il nulla osta per la commercializzazione. I produttori possono scegliere tra i test del filtro usando un aerosol per organismi biologici o un aerosol di sfere in lattice da 0,1 µm.
Nello Spazio economico europeo (SEE), le maschere chirurgiche devono essere certificate con la marcatura CE per poter essere commercializzate. La marcatura delle maschere chirurgiche comporta il rispetto di molti obblighi indicati nel Regolamento sui dispositivi medici (Regolamento del Consiglio 2017/745 del 5 aprile 2017 sui dispositivi medici, GU n. L 117/1 del 05/05/2017).
Negli Stati Uniti e nell'Unione Europea le mascherine sono conformi rispettivamente a ASTM F2100 e EN 14683 e entrambi gli standard devono avere un'efficienza di filtrazione batterica (BFE) superiore al 95%, simulata con particelle di dimensioni 3,0 µm.
In Cina sono diffuse comunemente due tipologie di maschere: quelle conformi allo standard YY 0469 (BFE ≥ 95%, PFE ≥ 30%, resistenza agli schizzi) e le mediche monouso conformi allo standard YY/T 0969 (BFE ≥ 95 %). Le maschere protettive giornaliere sono invece conformi allo standard GB/T 32610 e possono avere un aspetto simile alle maschere chirurgiche.

## Funzione

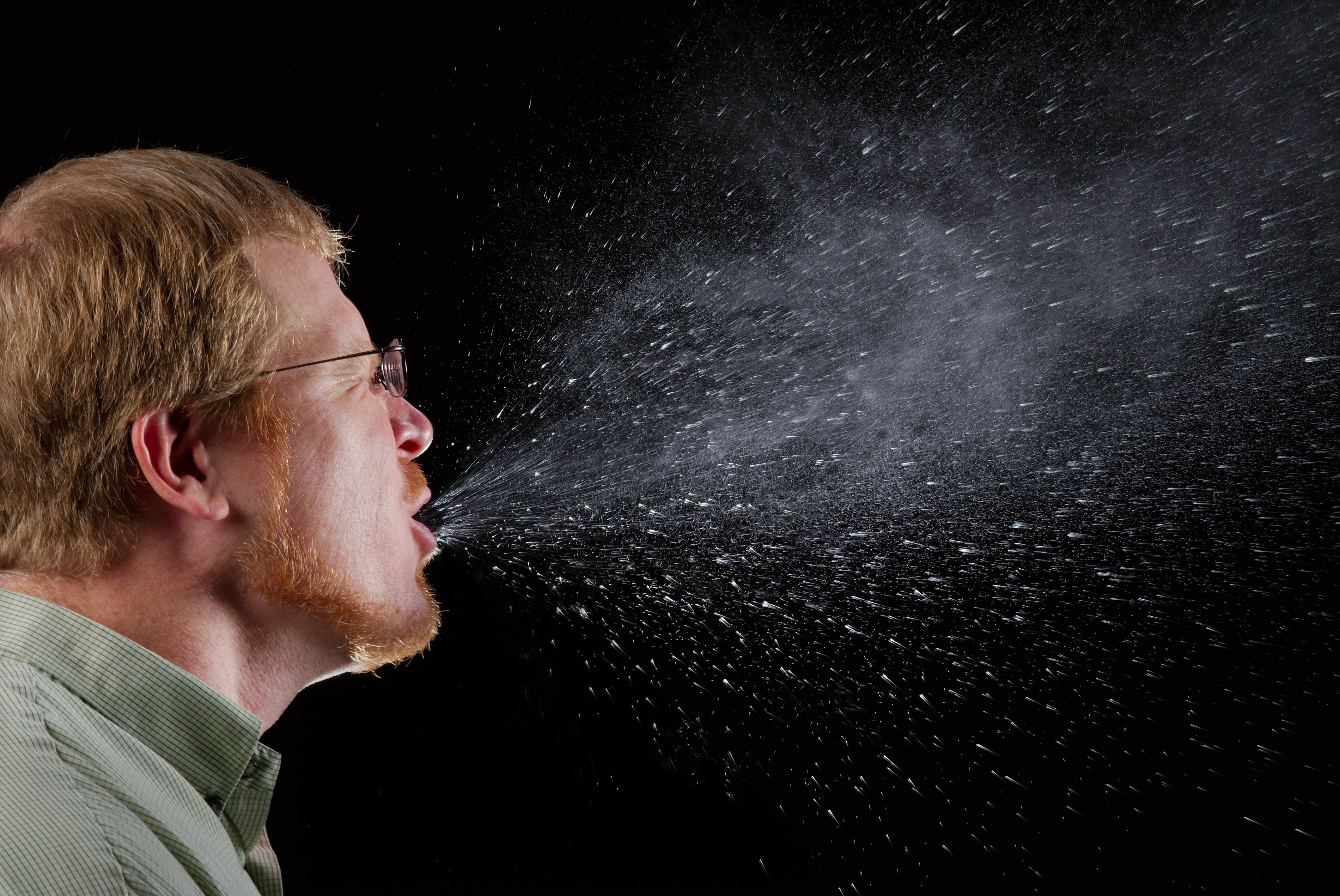
Senza maschere facciali, le malattie infettive hanno maggiori probabilità di essere trasmesse tramite goccioline respiratorie

Una maschera chirurgica è un dispositivo usa e getta che crea una barriera fisica tra la bocca e il naso di chi la indossa e potenziali contaminanti nell'ambiente immediato. Se indossata correttamente, serve a bloccare goccioline di particelle di grandi dimensioni, spruzzi o schizzi che possono contenere virus e batteri, impedendo che raggiungano la bocca e il naso di chi la indossa. Possono anche aiutare a ridurre la trasmissione ad altri della saliva e delle secrezioni respiratorie di chi le indossa.
La mascherina chirurgica ricorda inoltre ai portatori di non toccarsi la bocca o il naso, ad evitare di trasferire virus e batteri dopo aver toccato una superficie contaminata.
Una maschera facciale per uso medico non filtra o blocca particelle molto piccole nell'aria che possono essere trasmesse da tosse, starnuti o determinate procedure mediche. Non forniscono inoltre una protezione completa da germi e altri contaminanti a causa della non perfetta aderenza tra la superficie della maschera facciale e il viso.
Non deve essere confusa con una maschera respiratoria e non è certificata come tale. Non sono progettate per proteggere chi le indossa dall'inalazione di batteri trasportati dall'aria o particelle di virus e sono meno efficaci dei respiratori, progettati per questo scopo. L'efficienza dei filtri per maschere facciali per uso medico può variare da meno del 10% a quasi il 90% per maschere di produttori diversi se misurata utilizzando i parametri di prova per la certificazione NIOSH. Tuttavia, uno studio ha scoperto che anche per le maschere facciali per uso medico con "buoni" filtri, l'80-100% dei campioni ha fallito un test di adattamento qualitativo accettato dall'OSHA e un test quantitativo ha mostrato una perdita del 12-25%.

## Storia e utilizzo

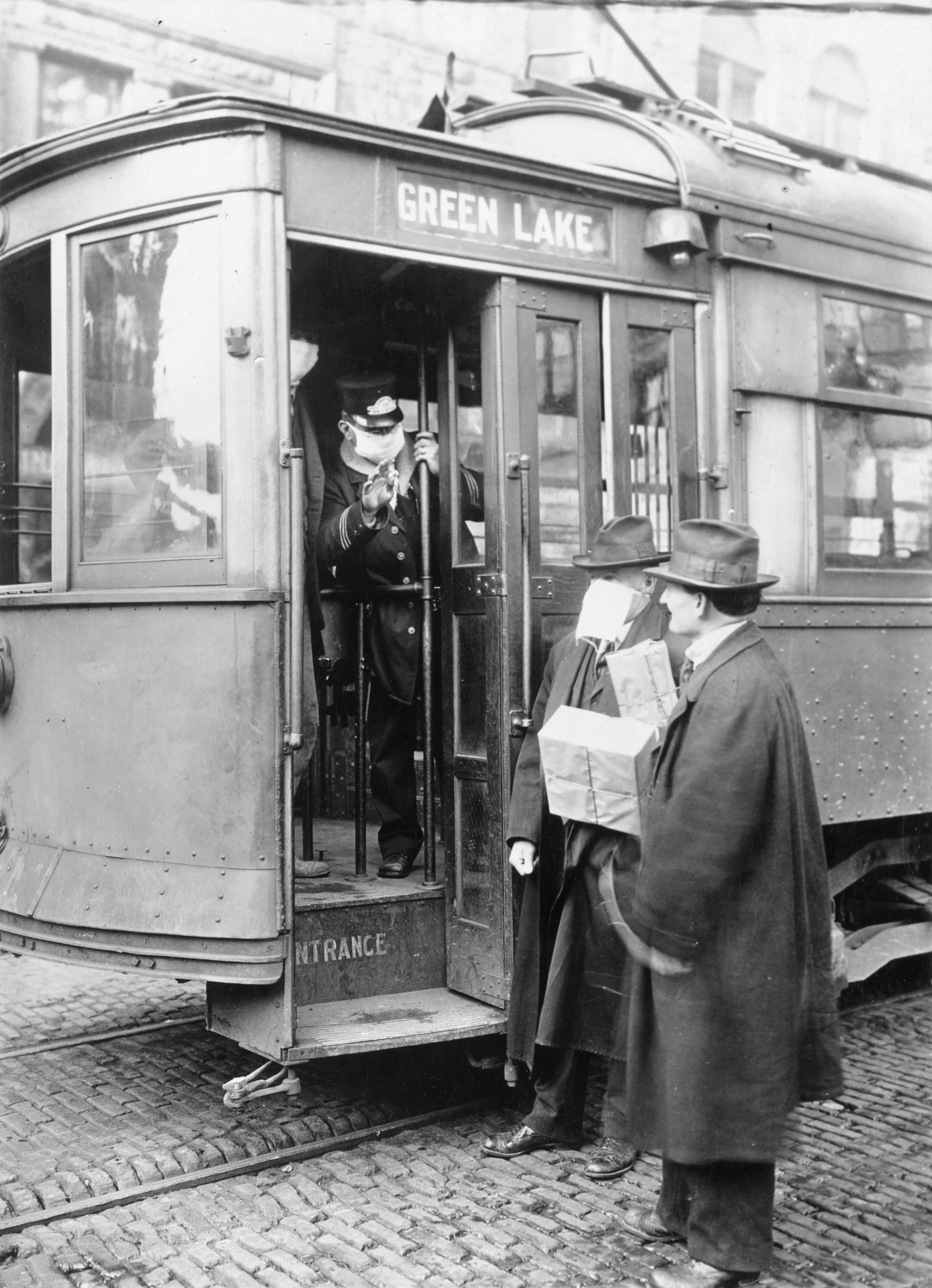
Durante la pandemia di influenza del 1918, un conducente di un tram a Seattle, negli Stati Uniti, rifiuta di far salire una persona che non indossa una mascherina

Il suo primo utilizzo registrato fu da parte del chirurgo francese Paul Berger, durante un'operazione del 1897 a Parigi.
Una maschera chirurgica deve essere indossata dagli operatori sanitari durante l'intervento chirurgico e alcune altre procedure sanitarie per catturare i microrganismi presenti in goccioline liquide e aerosol dalla bocca e dal naso di chi la indossa.
Le prove supportano l'efficacia delle maschere chirurgiche nel ridurre il rischio di infezione tra gli altri operatori sanitari e nella comunità. Tuttavia, una recensione di Cochrane ha rilevato che non vi è alcuna chiara evidenza che maschere facciali usa e getta indossate dai membri del team chirurgico ridurrebbero il rischio di infezioni della ferita dopo procedure chirurgiche pulite.

Per gli operatori sanitari, le linee guida sulla sicurezza raccomandano di indossare una maschera respiratoria N95 o FFP3 testata per il viso invece di una maschera facciale per uso medico in prossimità di pazienti affetti da influenza, per ridurre l'esposizione di chi la indossa ad aerosol potenzialmente infettivi e goccioline di liquidi trasportate dall'aria.

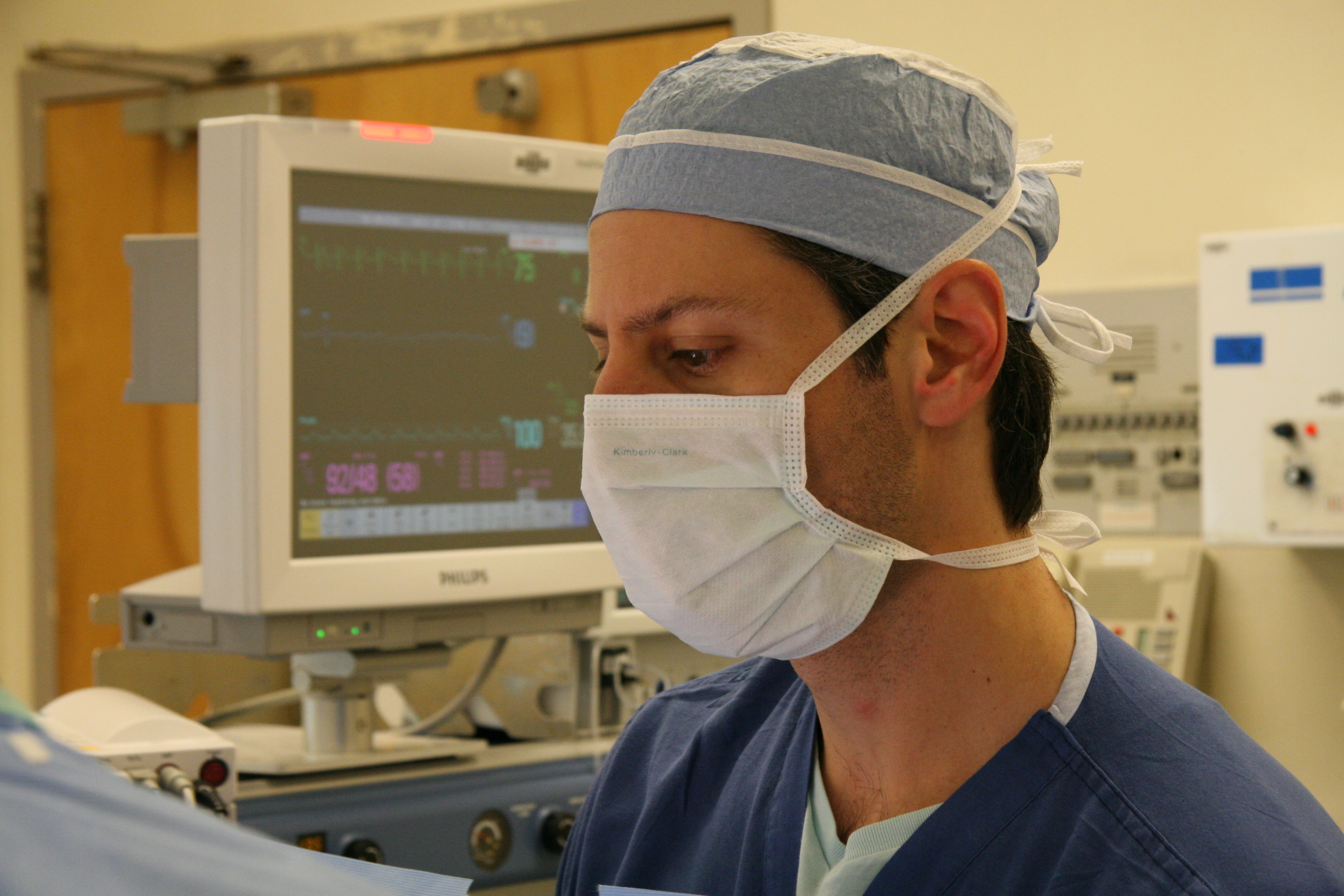
Un professionista sanitario che indossa una maschera chirurgica durante un'operazione

### Anti-contagio

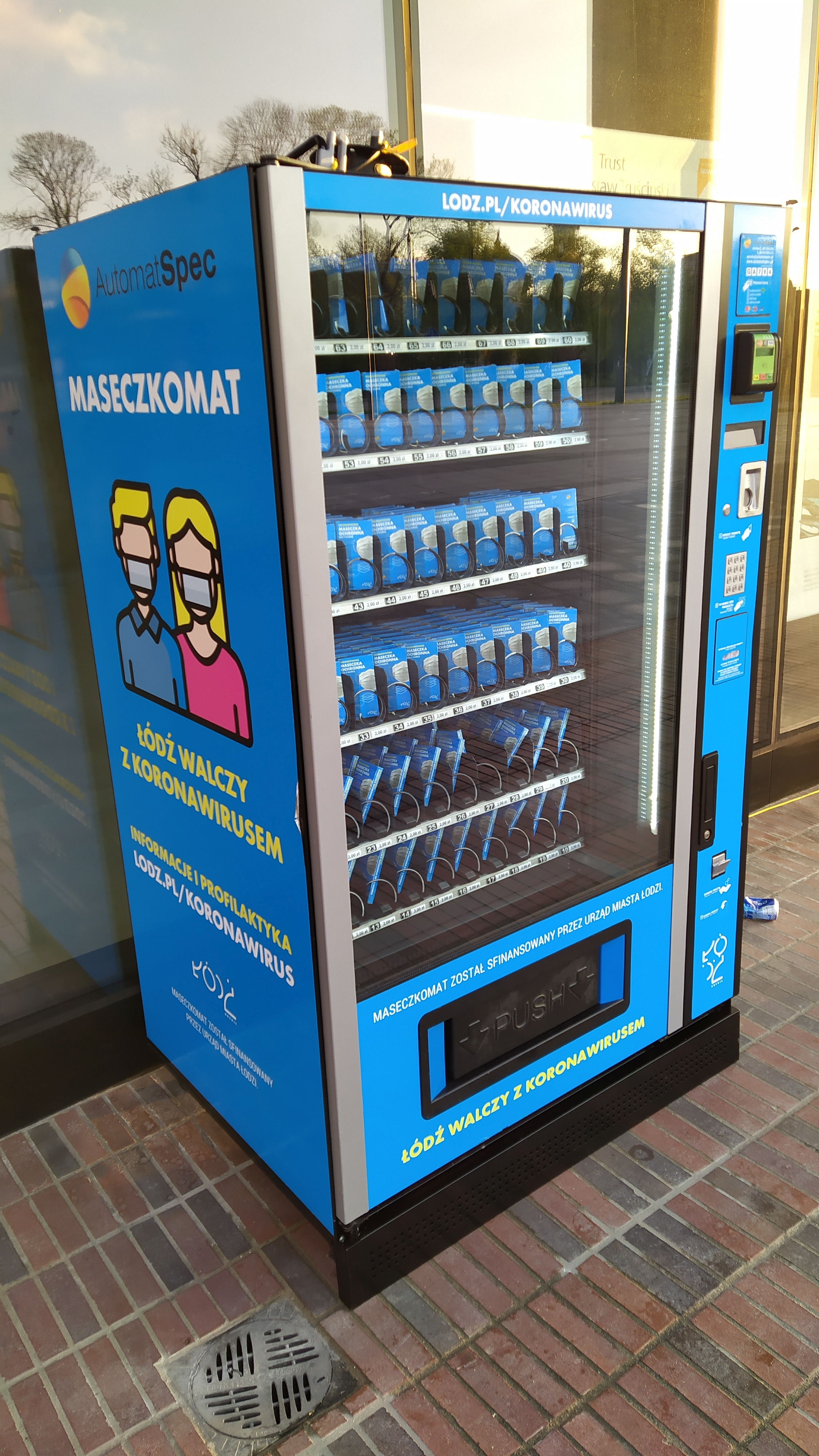
Distributore automatico di maschere chirurgiche (Łódź, 2020)

In ambienti domestici, l'uso di maschere e respiratori non è generalmente raccomandato, preferendo altre misure come evitare il contatto ravvicinato e mantenere una buona igiene delle mani. Le maschere facciali per uso medico offrono una certa protezione contro la diffusione delle malattie mentre le maschere improvvisate ne offrono circa la metà.
In Giappone e Taiwan, è comune vedere queste maschere indossate durante la stagione influenzale, come dimostrazione di considerazione per gli altri e senso di responsabilità sociale.
La maggior parte dei paesi ha introdotto maschere obbligatorie negli spazi pubblici, al chiuso e all'aperto durante la pandemia di coronavirus nel 2020.

### Moda e altri utilizzi
Più di recente, a causa del crescente problema dello smog nel sud e nel sud-est asiatico, le maschere facciali per uso medico e le maschere per il filtraggio dell'aria vengono spesso utilizzate nelle principali città dell'India, del Nepal e della Thailandia quando la qualità dell'aria si riduce a livelli tossici. Inoltre, le maschere per il viso vengono utilizzate in Indonesia, Malaysia e Singapore.
Con disegni decorativi sono popolari nei paesi in cui sono indossate in pubblico: sono diventate una dichiarazione di moda, in particolare nella cultura contemporanea dell'Asia orientale, rafforzata dalla sua popolarità nella cultura pop giapponese e coreana, che ha un grande impatto sulla cultura giovanile dell'Asia orientale.
Con filtro dell'aria sono piuttosto popolari in tutta l'Asia e, di conseguenza, molte aziende hanno messo in commercio maschere che non solo impediscono l'inspirazione di particelle di polvere nell'aria, ma sono anche alla moda.
Possono anche essere indossate per nascondere l'identità. Nelle banche degli Stati Uniti, negozi di alimentari, ecc., è stato vietato il loro uso a causa di ripetuti reati commessi da parte di criminali. Nelle proteste di Hong Kong del 2019-2020, alcuni manifestanti hanno indossato maschere facciali per uso medico, fra gli altri tipi di maschera, per evitare il riconoscimento e il governo ha cercato di vietarne tale uso.